# معلم‌کلایه
معلم‌کِلایه شهری در بخش رودبار الموت شرقی شهرستان قزوین استان قزوین ایران است. این شهر در منطقهٔ کوهستانی استان قزوین واقع شده و شاهرود الموت در فاصلهٔ کمی از جنوب آن می‌گذرد. اهالی معلم‌کلایه تات بوده و به گویش الموتی که گویشی از زبان تاتی است سخن می‌گویند.

## وجه تسمیه
معادل فارسی معلم کلایه به معنی قلعهٔ معلم می‌باشد.

## مناطق دیدنی پیرامون
- دژ حسن صباح
- دره اندج
- قلعه شهرک
- قلعه شمس‌کلایه
- امامزاده حسن سپهسالار